# Miriam Seegar
Miriam Seegar Whelan (auch Miriam Seeger) (* 1. September 1907 in Greentown, Howard County, Indiana; † 2. Januar 2011 in Pasadena, Kalifornien) war eine US-amerikanische Schauspielerin.

## Leben
Seegar begann bei kleinen Bühnen und feierte einen ersten Erfolg in London an der Seite von Ernest Truex in einer West-End-Produktion. Auf der Leinwand hatte sie ihren ersten Auftritt 1928 in The Price of Divorce des Regisseurs Sinclair Hill an der Seite von Frances Day und Rex Maurice. Im selben Jahr folgte eine Hauptrolle in dem Film Valley of the Ghosts. Im Jahr 1929 hatte sie gleich in mehreren Filmen Auftritte, unter anderem in When Knights Were Bold, an dessen Set sie ihren zukünftigen Ehemann, den Regisseur und Drehbuchautor Tim Whelan, kennenlernte. Die beiden waren von 1932 bis zu Whelans Tod im Jahr 1957 verheiratet und hatten zwei Söhne.
1930, nun in Hollywood, war ihr aktivstes Jahr mit Rollen in sechs Filmen, inklusive des Films The Dawn Trail mit dem Westernfilmstar Buck Jones. In den zwei darauffolgenden Jahren 1931 und 1932 spielte sie in Billigproduktionen mit und zog sich dann ins Privatleben zurück. Später arbeitete sie als Raumgestalterin. Miriam Seegar starb im Januar 2011 im Alter von 103 Jahren. Sie wurde auf dem Holy Cross Cemetery im kalifornischen Culver City beigesetzt.

## Filmographie
- 1928: The Price of Divorce
- 1928: Valley of the Ghosts
- 1929: When Knights Were Bold
- 1929: Der Held des Tages (The Love Doctor)
- 1929: Fashions in Love
- 1929: Seven Keys to Baldpate
- 1930: Such Is The Law
- 1930: Clancy in Wall Street
- 1930: New Movietone Follies of 1930
- 1930: What a Man
- 1930: Big Money
- 1930: The Dawn Trail
- 1931: The Lion and the Lamb
- 1931: The Woman Between
- 1932: The Famous Ferguson Case
- 1932: Strangers of the Evening
- 1932: Out of Singapore
- 1932: False Faces